# Simin Tander
Simin Tander (Keulen, 19 oktober 1980) is een Duits-Afghaanse jazzmuzikante (zang en piano) en componiste.

## Biografie

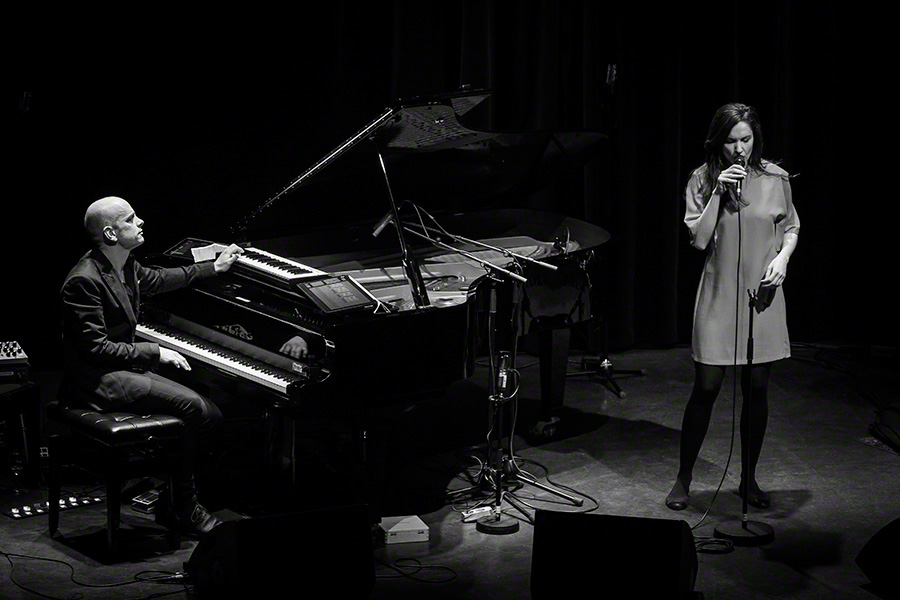
Tander met Tord Gustavsen tijdens Vinterjazz 2016

Simin Tander is de dochter van een Afghaanse journalist en een Duitse lerares. Ze groeide op in Keulen. Tander zong thuis vaak en speelde toneel met haar zus Mina, die later actrice werd. Haar vader stief toen ze vier was en haar moeder was een tijd ernstig ziek.
Tijdens haar zangopleiding bij een operazangeres realiseerde Simin Tander zich dat ze meer bezig was met vocale improvisatie dan met klassieke zang. Ze volgde pianolessen en richtte haar eigen band op. Vanaf 2002 studeerde ze jazz-zang aan het Conservatorium ArtEZ in Arnhem. Ze studeerde daar in 2008 af met een Master of Music. Ook volgde ze lessen bij jazzzangeres Sheila Jordan in New York. In de jaren daarna speelde ze in Nederland met trompettist Eric Vloeimans met Bo van de Graaf (op zijn album Ticket) en met Bo de Graaf's I Compani (op de albums Fellini, Garbo en Extende).
Ze richtte haar eigen kwartet op met Jeroen van Vliet (winnaar van de Boy Edgar Prijs 2014), Etienne Nillesen en Cord Heineking. Met haar kwartet bracht ze twee albums uit en stond ze op internationale podia, zoals het North Sea Jazz Festival, het Bimhuis, het Bohemia Jazz Festival (Tsjechië), het Catania Jazz Festival (Italië), het Madrid International Jazz Festival (Spanje), de OCT LOFT Festival (China), het Hong Kong Jazz Festival en het Jarasum Jazzfestival (Zuid-Korea). 
Ze werkt sinds 2014 samen met de Noorse pianist Tord Gustavsen en drummer Jarle Vespestad en bracht met hen het album What Was Said (2016) uit. Voor haar album The Wind (2025) werkte ze samen met Björn Meyer (gitaar), Harpreet Bansal (viool) en Samuel Rohrer (drums, percussie), Trouw schreef hierover dat Tander haar ideale bezetting had gevonden.
Tander woonde negen jaar in Nederland. In 2012 keerde ze terug naar Duitsland om daar een carrière op te bouwen als jazzzangeres. Ze nam haar volgende album op bij een Duits jazzlabel en sinds 2012 is ze docente jazz-zang aan het Institut für Musik Osnabrück.
Naast haar eigen muziek draagt ze regelmatig bij aan andere projecten, zoals in 2015 aan TFF Rudolstadt met het 'Ruth ausgezeichnete Ensemble' Eurasians Unity onder leiding van Caroline Thon, of Heiner Schmitz' Sins & Blessings. In Duitsland componeerde ze muziek voor soundtracks van de Tatort-serie, ook is haar muziek te horen in twee afleveringen van de ZDF-film Der Kriminalist. Simin werd ook verschillende keren uitgenodigd door het VN-vrouwencomité om Duitsland te vertegenwoordigen voor internationale evenementen en in juni 2015 vertolkte zij het VN-vrouwenlied One Woman tijdens de 20e Conferentie van Peking. 
In haar muziek verenigt Tander verschillende stijlen, talen en culturen. Ze combineert moderne jazz met westerse, Noordse en oosterse poëzie en mystiek. Voor What Was Said vertaalde de Afhaanse dichter Hamsaaya Noorse christelijke hymnes naar het Pasjtoe. Op Unfading zong Tander teksten van vrouwelijke dichters uit Chili, de Verenigde Staten en Afghanistan. Tander zingt in het Engels, Spaans en Pasjtoe (de taal van haar vader) en in een eigen fantasietaal. Ook in haar vocale stijl onderscheidt ze zich. NRC schreef dat Tander opvalt "met haar mooie mysterieuze stem, rijk aan klankkleuren, een fantasievol repertoire, [...] en met haar klankenspel: uithalen, grommen, klikklakken en een eigen fantasietaal."

## Discografie

### Soloalbums
- 2011: Wagma (Neuklang)
- 2014: Where Water Travels Home (Jazzhaus Records)
- 2020: Unfading (Jazzhaus Records)
- 2025: The Wind (Jazzland Recordings)

### Samenwerkingen
Met David Golek
- 2011: Folk Tales from Another Land (Kululush Records)

Met Hazel Leach's PLoTS
- 2012: Songs from the Edge (JazzHausMusik), met Tessa Zoutendijk, Esmée Olthuis, Laia Genc

Met Tord Gustavsen en Jarle Vespestad
- 2016: What Was Said (ECM Records)